# Гомес де Фигейредо, Алтаир
Алтаир Гомес де Фигейредо (порт.-браз. Altair Gomes de Figueiredo; 22 января 1938, Нитерой, Рио-де-Жанейро — 9 августа 2019, Сан-Гонсалу, Рио-де-Жанейро) — бразильский футболист, чемпион мира 1962 года. Всю профессиональную карьеру провёл в бразильском клубе «Флуминенсе».

## Карьера
Алтаир — воспитанник клуба «Мануфатора» из родного города Нитерой. В 1955 году он перешёл в клуб «Флуминенсе» и выступал за эту команду на протяжении 16-ти лет, проведя 551 игру и забив 2 гола. С «Флу» Алтаир дважды выигрывал турнир Рио-Сан-Паулу, дважды Кубок Гуанабара и три раза побеждал в чемпионате штата Рио-де-Жанейро.
За сборную Бразилии Алтари выступал с 1959 по 1966 год. В её составе он участвовал в двух чемпионатах мира, в первом из которых бразильцы стали чемпионами, однако сам Алтаир на поле не выходил, а во втором провёл две игры.
После завершения карьеры игрока Алтаир вернулся в Нитерой. Там он работал в местном муниципалитете, курируя образовательные проекты, связанные с футболом. В 1990-х Алтаир вернулся во «Флу», где работал в штате команды, а также с молодёжными командами клуба. В 1995 году он в качестве помощника тренера выиграл Кубок Рио. Также Алтаир поработал главным тренером клуба «Канто до Рио».

## Достижения
- Чемпион турнира Рио-Сан-Паулу: 1957, 1960
- Чемпион штата Рио-де-Жанейро: 1959, 1964, 1969
- Обладатель Кубка О’Хиггинса: 1959, 1961, 1962
- Чемпион мира: 1962
- Обладатель Кубка Гуанабара: 1966, 1969